# Hiptage jacobsii
Hiptage jacobsii är en tvåhjärtbladig växtart som beskrevs av R.C. Srivastava. Hiptage jacobsii ingår i släktet Hiptage och familjen Malpighiaceae. Inga underarter finns listade i Catalogue of Life.